# Hrabstwo Las Animas
Hrabstwo Las Animas (ang. Las Animas County) – hrabstwo w stanie Kolorado w Stanach Zjednoczonych. Hrabstwo powstało 9 lutego 1866 roku, a jego nazwa pochodzi od rzeki Animas, której nazwę można przetłumaczyć z języka hiszpańskiego jako rzeka dusz. Siedzibą hrabstwa jest Trinidad.

## Demografia
Według spisu w 2020 roku hrabstwo liczy 14,6 tys. mieszkańców, w tym 40,4% to Latynosi i 3,8% to rdzenna ludność Ameryki.
Hrabstwo posiada drugi co do wielkości odsetek katolików (78,65% w 2010 r.) w stanie Kolorado – wyższy ma tylko hrabstwo Costilla. Inne większe wyznania to ewangelikalni protestanci (4,9%) i baptyści (3,8%).

## Sąsiednie hrabstwa
- Hrabstwo Pueblo (północ)
- Hrabstwo Otero (północ)
- Hrabstwo Bent (północny wschód)
- Hrabstwo Baca (wschód)
- Hrabstwo Union (Nowy Meksyk) (południe)
- Hrabstwo Colfax (Nowy Meksyk) (południowy zachód)
- Hrabstwo Costilla (zachód)
- Hrabstwo Huerfano (północny zachód)

## Miasta
- Aguilar
- Branson
- Cokedale
- Kim
- Trinidad
- Starkville

## CDP
- El Moro
- Hoehne
- Jansen
- Lynn
- Segundo
- Stonewall Gap
- Valdez
- Weston